# 청암운수
청암운수(淸岩運輸)는 서울특별시 서초구의 마을버스 업체이고, 본사는 서울특별시 서초구 바우뫼로 31 (우면동)에 위치해있다.

## 연혁
- 1994년 6월 1일: 회사 설립
- 2010년 6월 26일: 서초19번 (선바위역 - 양재역) 폐선.
- 2013년 8월 9일: 서초 18-1번 개통

## 운행 노선
- ● 서초18번: 선바위역 ~ 언남고등학교 (구 서초마을 05번) 〈이 노선은 구민버스와 공동 배차 운행한다.>
- ● 서초18-1번: 서초네이처힐 ~ 양재역 <이 노선은 구민버스와 공동 배차 운행한다.>

## 보유 차종
전 차량이 KGM C090과 그린시티, 일렉시티 타운으로 운행한다.